# Zavod za zdravstveno zavarovanje Slovenije
Zavod za zdravstveno zavarovanje Slovenije (kratica ZZZS) je slovenski javni zavod, ustanovljen 1. marca 1992 na podlagi Zakona o zdravstvenem varstvu in zdravstvenem zavarovanju, ki je nosilec in izvajalec obveznega zdravstvenega zavarovanja v Republiki Sloveniji. ZZZS ima status javnega zavoda s sedežem v Ljubljani. Generalni direktor ZZZS je (od marca 2025) Robert Ljoljo.

## Pregled

### Upravljanje in vodenje
ZZZS upravlja 45-članska skupščina, katere člani predstavljajo plačnike prispevkov za obvezno zdravstveno zavarovanje. Skupščino sestavlja 20 predstavnikov delodajalcev (od tega 4 predstavniki delodajalcev javnega sektorja (ki jih imenuje vlada)) in 25 predstavnikov zavarovancev (natančneje predstavnikov aktivnih zavaravancev, delavcev, invalidov, upokojencev in kmetov).
Izvršilni organ ZZZS je upravni odbor ZZZS, katerega člane in predsednika ter namestnika predsednika imenuje skupščina. Poslovni organ ZZZS je generalni direktor, ki ga (s soglasjem DZ) imenuje in razrešuje skupščina.

### Dejavnost
Razporejanje večine sredstev iz proračuna ZZZS je določeno vnaprej (npr. za plače v javnem zdravstvu, boleznice itn.). V okviru splošnega dogovora se variabilno razporeja 50-100 milijonov €.
Iz proračuna ZZZS se med drugim financira nadomestila plače zaradi zadržanosti od dela.

### Območne enote in izpostave
ZZZS ima 10 območnih enot in 45 izpostav na območju Slovenije. Območne enote izvajajo dejavnost na določenem območju, ki pokriva celotno ozemlje več sosednjih občin ali upravnih enot in opravljajo svoje delo tudi po izpostavah. Območne enote s pripadajočimi izpostavami so naslednje:
- Območna enota Celje, s sedežem v Celju z izpostavami v Laškem, Slovenskih Konjicah, Šentjurju pri Celju, Šmarjah pri Jelšah in Žalcu
- Območna enota Koper, s sedežem v Kopru z izpostavami v Ilirski Bistrici, Izoli, Piranu, Postojni in Sežani
- Območna enota Kranj, s sedežem v Kranju z izpostavami na Jesenicah, v Radovljici, Škofji Loki in Tržiču
- Območna enota Krško, s sedežem v Krškem z izpostavami v Brežicah in Sevnici
- Območna enota Ljubljana, s sedežem v Ljubljani z izpostavami v Cerknici, Domžalah, Grosuplju, Hrastniku, Idriji, Kamniku, Kočevju, Litiji, Logatcu, Ribnici, Trbovljah, na Vrhniki in v Zagorju
- Območna enota Maribor, s sedežem v Mariboru z izpostavami v Lenartu, Ormožu, na Ptuju in v Slovenski Bistrici
- Območna enota Murska Sobota, s sedežem v Murski Soboti z izpostavami v Gornji Radgoni, Lendavi in Ljutomeru
- Območna enota Nova Gorica, s sedežem v Novi Gorici z izpostavama v Ajdovščini in Tolminu
- Območna enota Novo mesto, s sedežem v Novem mestu z izpostavami v Črnomlju, Metliki in Trebnjem
- Območna enota Ravne na Koroškem, s sedežem v Ravnah na Koroškem z izpostavami v Mozirju, Radljah ob Dravi, Slovenj Gradcu in Velenju

## Zgodovina
Prostovoljno zdravstveno zavarovanje izvajajo na podlagi Zakona o zdravstvenem varstvu in zdravstvenem zavarovanju (zakon) zasebne zavarovalnice.Za sklenitev prostovoljnega zdravstvenega zavarovanja se odločimo sami.
Junija 2021 je vlada v obravnavo vložila predlog novega ZZVZZ, ki bi ukinil 45-člansko skupščino ZZZS in jo nadomestiti z 11-članskim svetom ZZZS, v katerega bi vlada imenovala 5 članov, ostala mesta pa bi pripadla predstavnikom delodajalskih združen (dva člana), sindikatov, upokojencev, študentov (dosedaj brez predstavnikov v ZZZS) in invalidov (dosedaj brez predstavnikov v ZZZS). Po novem bi imel nad odločitvami sveta ZZZS minister za zdravje tudi zmožnost veta. Nov zakon bi tako povečal vpliv vlade v ZZZS. Struktura upravljanja bi se ob sprejetju zakona pribljižala načina upravljanja javnih zdravstvenih zavodov. Do predlaganih sprememb so se kritično opredelili nekateri sindikati (ZSSS in Konfederacija sindikatov javnega sektorja).

## Kritike
Vodstvena struktura ZZZS omogoča direktorjem, da v zameno za naklonjenost članov upravnega odbora pridobivajo z financiranjem projektov organizacij, ki jim člani odbora pripadajo.
Skupščino ZZZS predstavljajo tudi predstavniki dobaviteljev medicinskega materiala; dobavitelji koristijo sredstva iz proračuna ZZZS, zaradi česar njihova prisotnost v sestavi skupščine predstavlja navzkrižje interesov. Hkrati pa v skupščini ni predstavnikov zdravstvenih zavarovalnic, ki morajo nabavo medicinskega materiala sofinancirati, kar vodi v nesorazmernost med vplivom ponudnikov medicinskega materiala in njihovimi obveznimi soplačniki v ZZZS.